# Talús continental

Esquema de talús continental.

Un talús continental és l'esglaó o escarpament del terreny submarí situat entre la plataforma continental i la zona dels fons marins o fons oceans mitjans, que poden consistir en una plana abissal. En general, es pot estendre entre els 180 i els 2.000 metres de profunditat i les aigües en aquesta secció del talús continental s'anomenen la zona batial. El talús indica el final del continent. L'amplitud varia d'entre 8 km i 10 km fins a 250-270 km. El talús sol estar tallat per canyons submarins perpendiculars. Les formes d'erosió, generalment, són situades a proximitat de grans accidents tectònics i la capçalera pot estar molt a prop de la costa.
El peu del talús sol estar ocupat per un raiguer o glacis (pendent suau format per sediment de peu de mont) continental, a una profunditat que va des dels 4000 als 5000 m, amb una inclinació de 0,5 ° -1 ° i un recorregut per valls o canals que divergeixen donant formes de ventall. El glacis se situa sobre un substrat d'escorça continental en aprimament o d'escorça oceànica.